# Lac de Sainte-Croix
Der Lac de Sainte-Croix (provençalisch/okzitanisch Lau/Lac de Santa Crotz oder Lau de Santo Crous) ist ein in Südfrankreich an der Grenze der Départements Alpes-de-Haute-Provence und Var gelegener Stausee. Er liegt im Regionalen Naturpark Verdon und ist der viertgrößte Stausee in Frankreich. Der Hauptzufluss Verdon durchfließt zunächst eine der tiefsten Schluchten Europas, die Verdonschlucht, bevor er an deren westlichem Ende unmittelbar in den See fließt.

## Maße und Fakten
Die Aufstauung des Verdon erfolgte ab dem Jahr 1973, wobei der seit 1971 in Bau befindliche Sainte-Croix-Staudamm erst 1974 fertiggestellt wurde. Der ca. 11 km lange und maximal 5 km breite Stausee bedeckt eine Fläche von etwa 21,8 km² Fläche bei einer maximalen Tiefe von etwa 93 m und bis zu 761 Millionen m³ Wasserinhalt.

## Versunkenes Dorf
Aufgrund der Errichtung der Staumauer bzw. des -sees wurde das Dorf Les Salles-sur-Verdon überflutet. Ca. 400 m vom Standort des alten Dorfes entfernt wurde das Dorf wieder aufgebaut. Beim Aufstauen versank auch eine historische Brücke aus dem 6. Jahrhundert im Stausee, die mit neun Bögen den Verdon überspannte. Die Brücke wurde von Bischöfen aus Riez errichtet, wird aber fälschlicherweise häufig als Römerbrücke bezeichnet.

## Nutzung
Der Stausee, der vor allem zur Energieerzeugung und Wasserversorgung genutzt wird, ist ein beliebtes touristisches Ziel. Baden und Surfen ist erlaubt, ebenso das Befahren mit Segel- und Elektrobooten. Die Strände am See sind hauptsächlich Kies- oder steinige Naturstrände.

## Sonstiges
- Der See war im Jahr 2013 Drehort des französischen Films Der Fremde am See.
- Die Krimi-Fernsehserie Le Mystère du lac wurde im Jahr 2015 gedreht und ausgestrahlt.

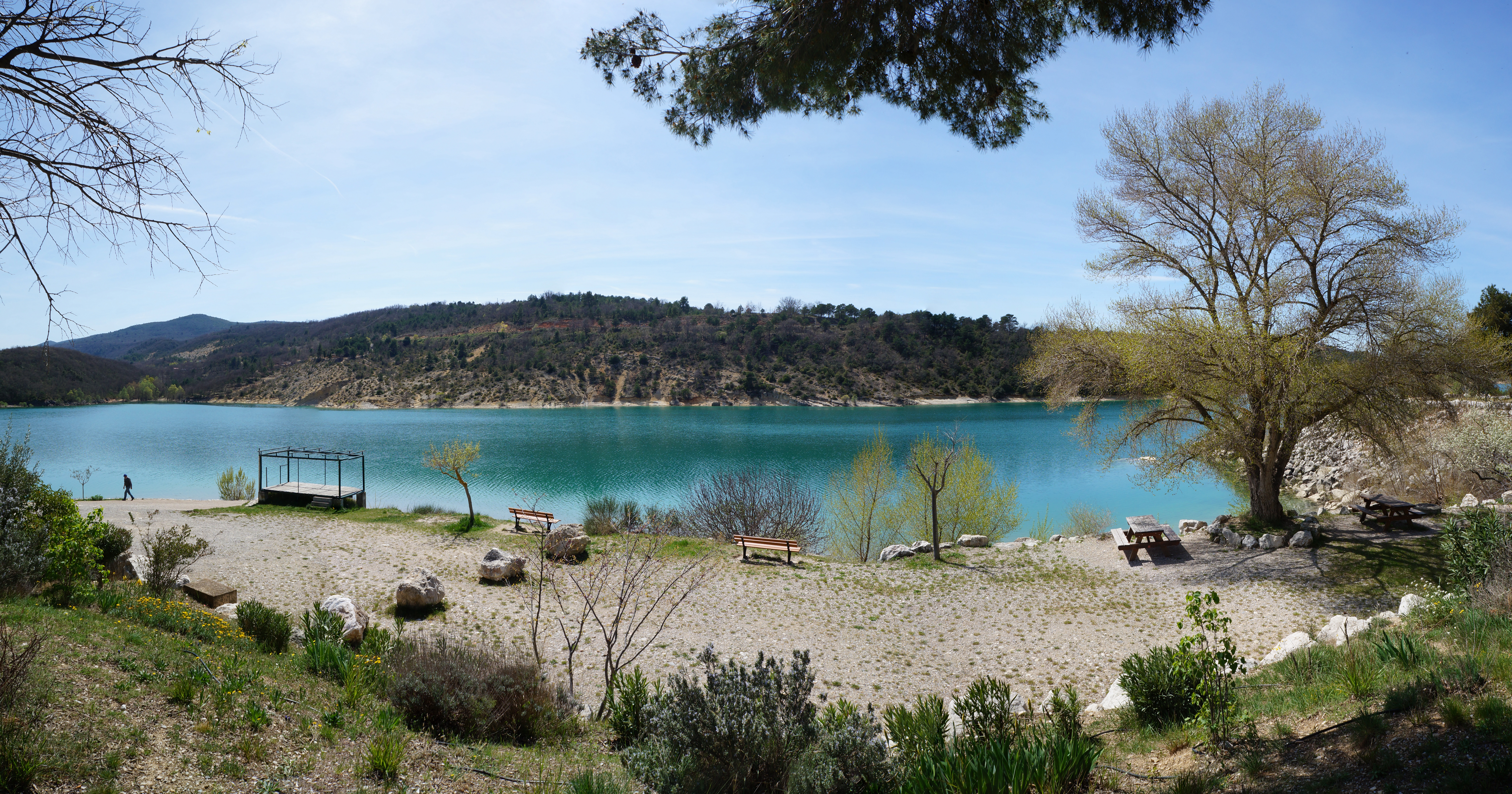
Verdon-Stausee Lac de Sainte-Croix bei Bauduen
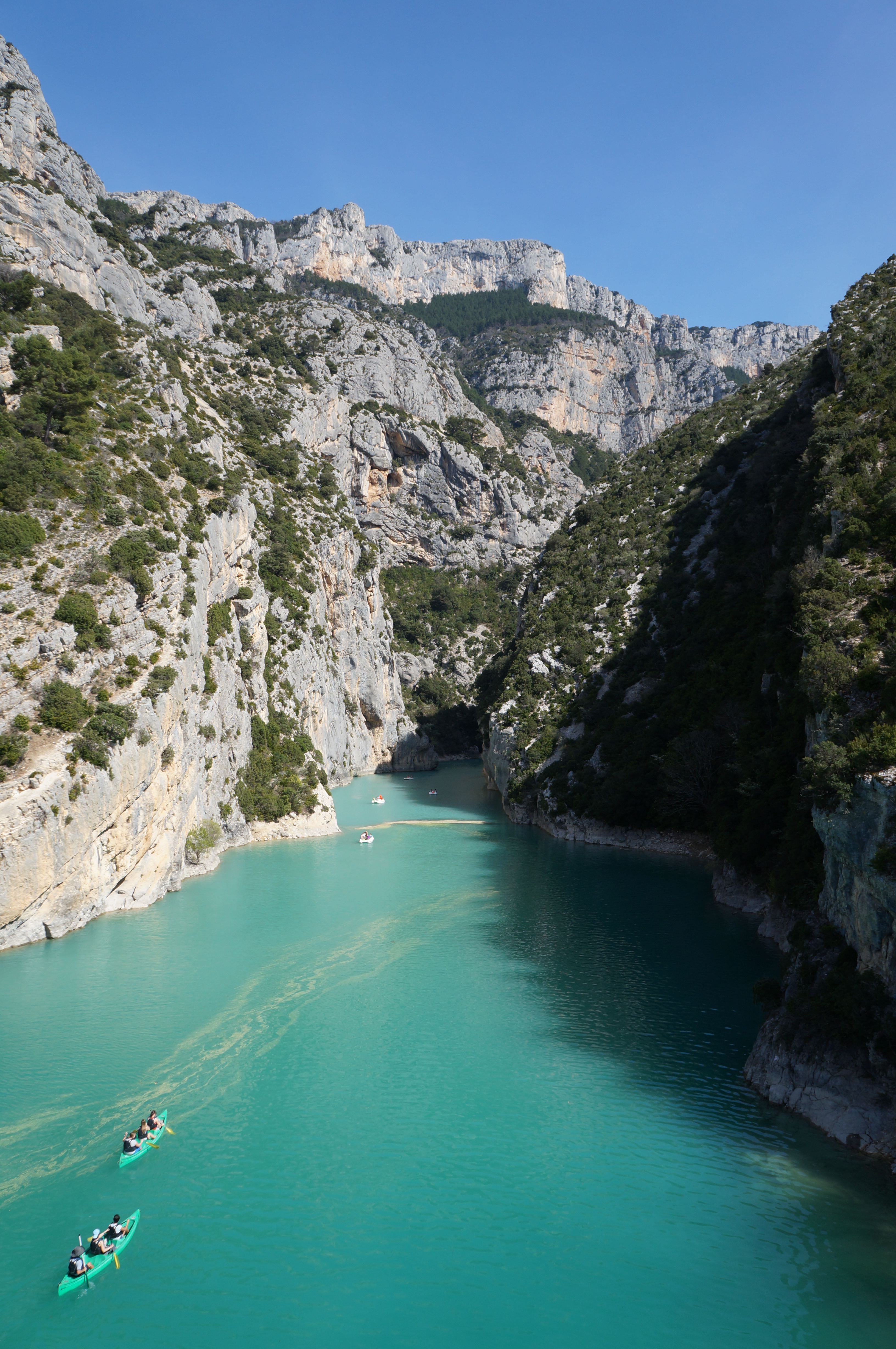
Verdon-Zugang zur Schlucht (See-Seite)
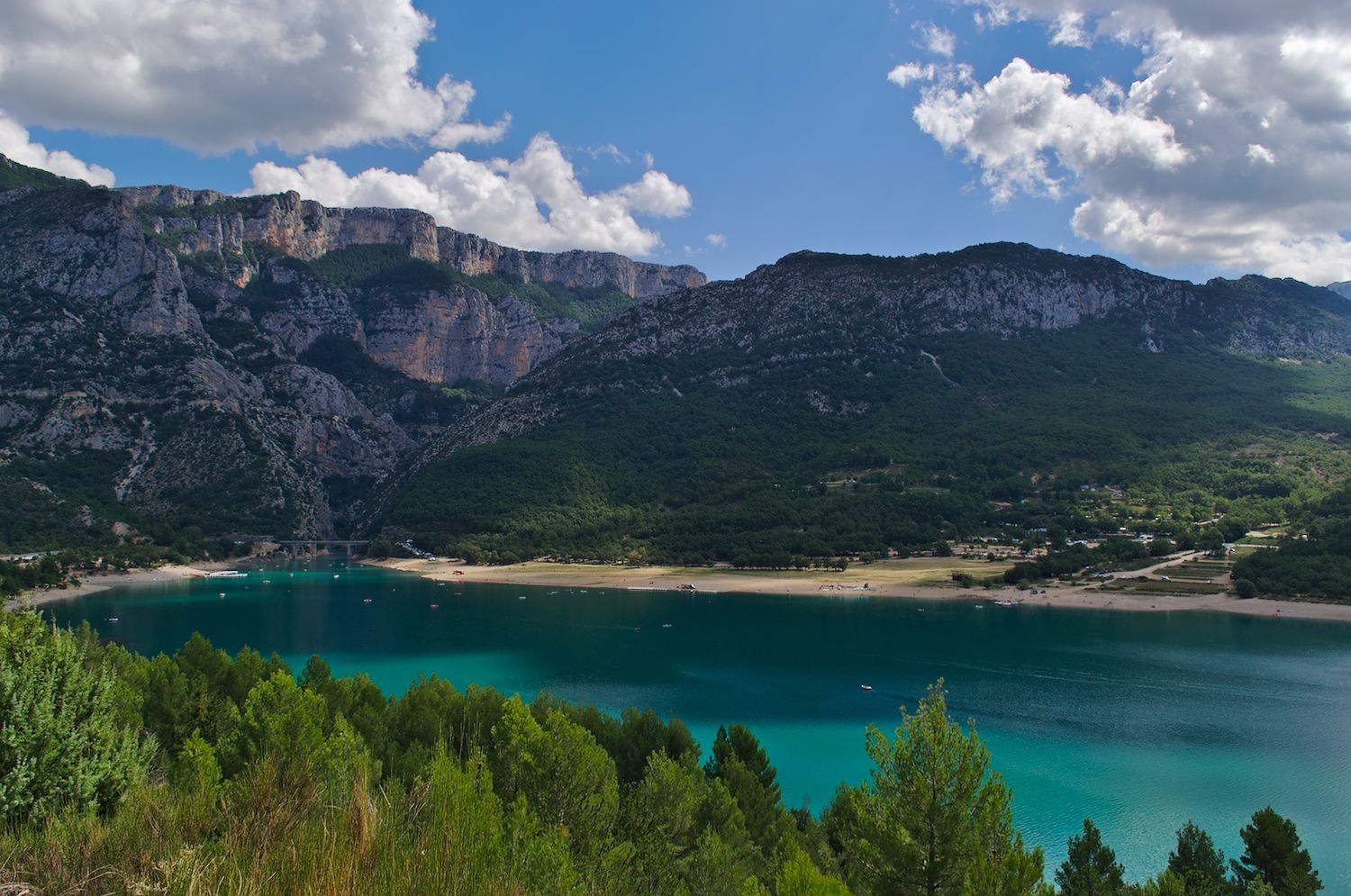
Einmündung des Verdon
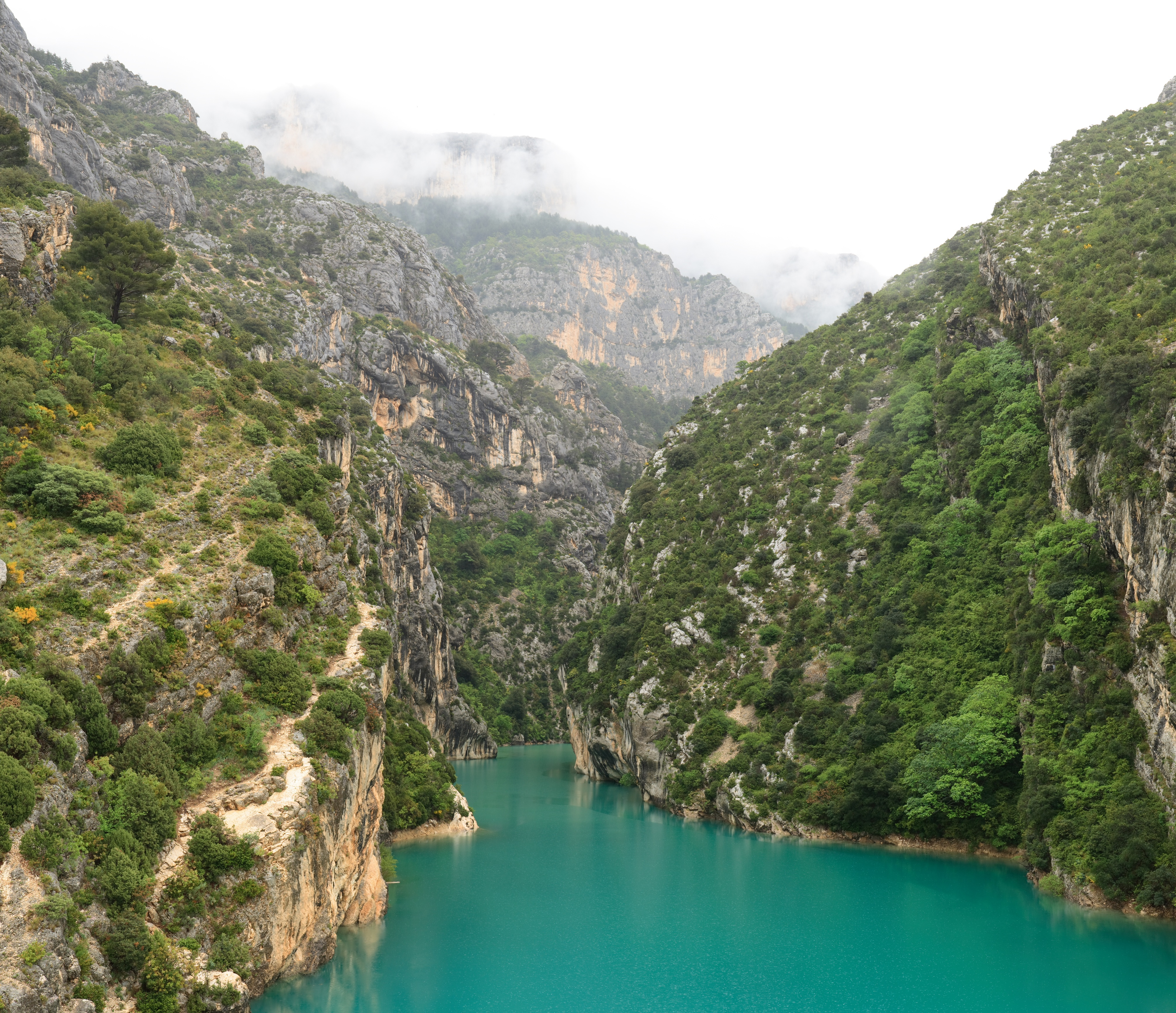
Blick auf die Verdonschlucht